# Parmotrema cooperi
Parmotrema cooperi är en lavart som först beskrevs av J. Steiner & Zahlbr., och fick sitt nu gällande namn av Sérus. Parmotrema cooperi ingår i släktet Parmotrema och familjen Parmeliaceae.   Inga underarter finns listade i Catalogue of Life.